# Iouliétta Boukouvála
Iouliétta Boukouvála (en grec moderne : Ιουλιέττα Μπουκουβάλα), née le 28 août 1983 à Ioannina, est une judokate grecque en activité évoluant dans la catégorie des moins de 57 kg (poids légers). 

## Palmarès

### Palmarès international
| Année | Compétition           | Lieu  | Résultat | Catégorie      |
| ----- | --------------------- | ----- | -------- | -------------- |
| 2010  | Championnats du monde | Tokyo | 3e       | Moins de 57 kg |